# Battaglia di al-Zallaqa

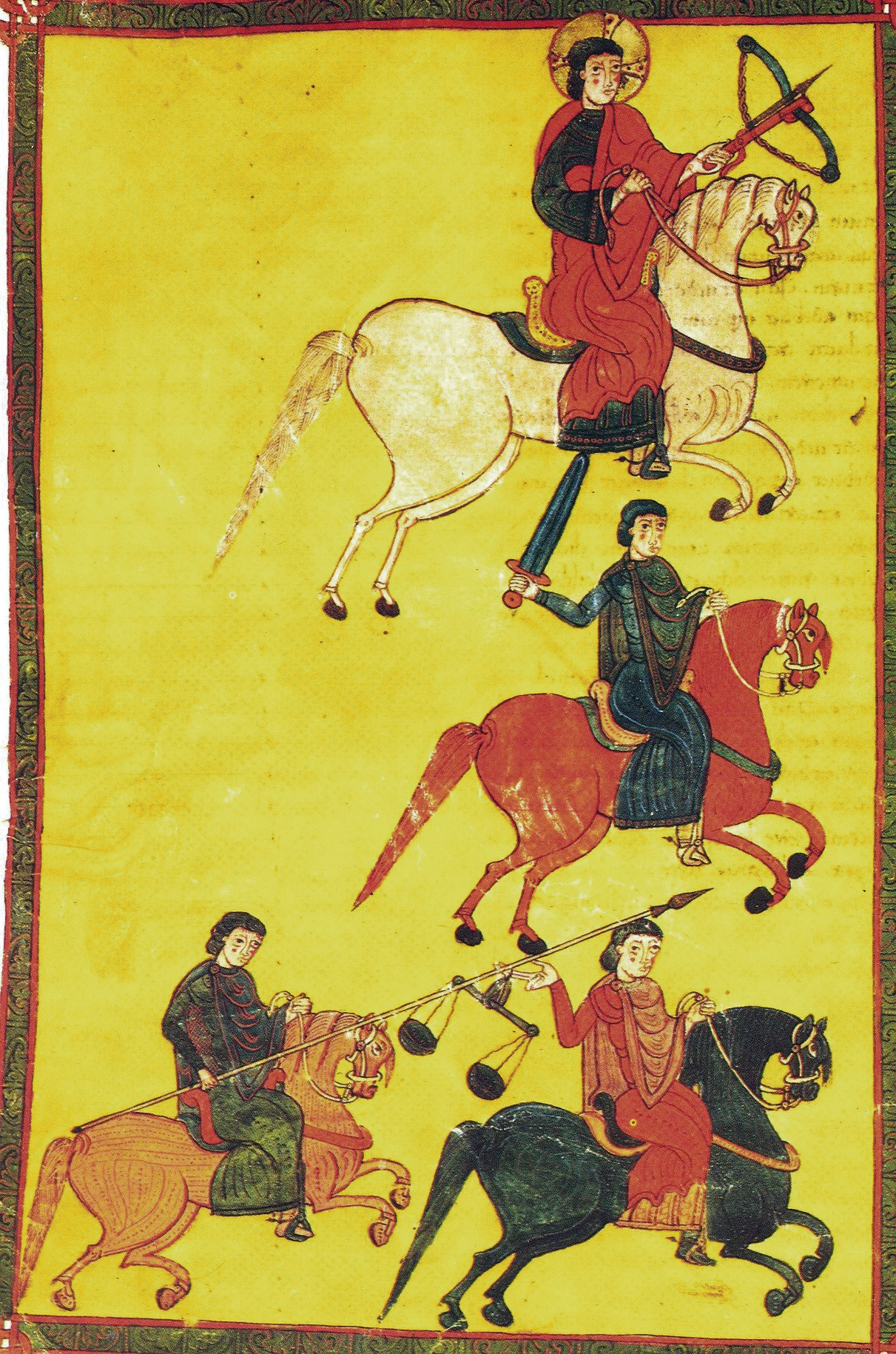
I quattro cavalieri dal Commentario dell'Apocalisse del Beato di Liébana, 1086. Probabilmente ritrae cavalieri spagnoli dell'epoca, come quelli che parteciparono alla battaglia.

La battaglia di al-Zallāqa (23 ottobre 1086), passata alla storia dell'Europa cristiana come la Battaglia di Sagrajas, fu uno scontro avvenuto nell'ampio contesto della Reconquista spagnola tra le truppe del comandante almoravide Yūsuf ibn Tāshfīn e il Re Alfonso VI di Castiglia, combattuto a nord della regione dell'Estremadura.
Conclusasi con una decisiva vittoria musulmana (la Castiglia perse la quasi totalità dei suoi armati), segnò il definitivo ingresso degli Almoravidi in Spagna.

## Antefatto
Yūsuf Ibn Tāshfīn, sultano almoravide del Marocco rispose alla richiesta d'aiuto degli emiri della Spagna islamica, sbarcando ad Algeciras con 7 000 uomini. Condusse i suoi uomini nel nord di al-Andalus finché non giunse al luogo che sarebbe in seguito stato chiamato al-Zallāqa. I soldati degli emiri di al-Andalus (tra cui quelli di Muhammad al-Muʿtamid, emiro di Siviglia) si congiunsero al suo esercito lungo il percorso e la sua armata arrivò a contare 30 000 soldati.
Alfonso VI di Castiglia arrivò sul campo di battaglia il 23 ottobre 1086 con circa 2500 uomini, di cui 1500 cavalieri, di cui 750 cavalieri pesanti, alcuni dei quali ebrei, e scoprì di essere in evidente inferiorità numerica. I due leader trattarono prima della battaglia e Yūsuf ibn Tāshfīn offrì al suo nemico tre scelte: convertirsi all'Islam, pagare un tributo o combattere. Alfonso scelse di combattere.

## Lo scontro
La battaglia cominciò all'alba di venerdì il 23 ottobre 1086. con un attacco di Alfonso. Yūsuf divise le sue forze in tre gruppi. Il primo gruppo contava 15 000 uomini al comando di Muhammad al-Muʿtamid, il signore abbadide di Siviglia; il secondo gruppo era composto da 11 000 guerrieri capitanati da Yūsuf stesso e il terzo gruppo al comando di Abd Rahman Rakaz consisteva in 4000 guerrieri africani, armati con spade indiane e lunghi giavellotti. Muhammad al-Muʿtamid e il suo gruppo combatterono da soli Alfonso fino a mezzogiorno, quando Yūsuf e il suo gruppo circondarono Alfonso e le sue truppe. Il panico si sparse tra gli uomini di Alfonso che cominciarono ad arretrare; a quel punto Yūsuf fece attaccare anche il terzo gruppo, che pose fine la battaglia.
Le perdite di Alfonso furono pesantissime: solo 100 cavalieri riuscirono a ritornare in Castiglia. Alfonso sopravvisse ma perse una gamba.
Il terreno della battaglia fu chiamato dai musulmani al-Zallāqa (lett. "terreno scivoloso") perché i guerrieri scivolavano di continuo a causa dell'incredibile quantità di sangue che ricopriva il terreno. Da parte cristiana è conosciuta come la battaglia di Sagrajas.

## Conseguenze
Più della metà dell'esercito castigliano fu perso. Una fonte afferma che solo 500 cavalieri tornarono in Castiglia, sebbene altri non supportino questa cifra bassa, quindi sembra che la maggior parte della nobiltà sia sopravvissuta. Tra i morti c'erano i conti Rodrigo Muñoz e Vela Ovequez. Re Alfonso VI riportò una ferita ad una gamba che ne fece uno zoppo per il resto della sua vita.
Vi furono pesanti perdite anche tra le file degli Almoravidi, specialmente tra gli uomini del governatore di Badajoz al-Mutawakkil ibn al-Aftas e tra quelli di Dāwūd ibn Aysa, il cui campo fu addirittura saccheggiato nelle prime ore di battaglia. Il governatore di Siviglia, al-Muʿtamid, fu ferito nel primo scontro, ma il suo esempio di valore servì a infondere coraggio nelle truppe musulmane dopo la prima carica castigliana, comandata da Alvar Fañez. Tra gli uccisi vi era un Imam di Cordova molto conosciuto, Abū l-ʿAbbās Aḥmad ibn Rumayla.
Si dice che Yūsuf fu scoraggiato dal massacro, e in più dovette presto ritornare in Africa per via della morte del suo erede, perciò la Castiglia non perdette molti territori, nonostante la distruzione di buona parte del suo esercito.